# Nephargynnis intermedia
Nephargynnis intermedia är en fjärilsart som beskrevs av Thomas Joseph Witt 1972. Nephargynnis intermedia ingår i släktet Nephargynnis och familjen praktfjärilar. Inga underarter finns listade i Catalogue of Life.